# Oryzopsis tibetica
Oryzopsis tibetica là một loài thực vật có hoa trong họ Hòa thảo. Loài này được (Roshev.) P.C.Kuo mô tả khoa học đầu tiên năm 1976.